# 96623 Leani
96623 Leani este un asteroid din centura principală de asteroizi.

## Descriere
96623 Leani este un asteroid din centura principală de asteroizi. A fost descoperit pe 14 martie 1999 la Monte Agliale de Matteo Santangelo. Asteroidul prezintă o orbită caracterizată de o semiaxă mare de 2,34 ua, o excentricitate de 0,13 și o înclinație de 6,3° în raport cu ecliptica.